# Таємний щоденник Симона Петлюри
«Тає́мний щоде́нник Си́мона Петлю́ри» — український історично-біографічний фільм 2018 року режисера Олеся Янчука за сценарієм Михайла Шаєвича.
Прем'єра в українському кінопрокаті відбулася на 6 вересня 2018 року.
Сюжет стрічки охоплює період життя Симона Петлюри, головного отамана військ Української Народної Республіки і лідера Директорії УНР, коли той перебував в еміграції у Парижі, до того дня, коли Петлюру вбив анархіст єврейського походження Самуїл Шварцбард. Історія розповідає не лише про план знищення Петлюри, а й про останні дні його життя.
Драматургічний прийом написання Петлюрою переносить глядачів із Парижа в Україну, до подій та дійових осіб того короткого періоду УНР, коли Україна здобула, та не змогла втримати незалежність.

## Сюжет
У Парижі в 1927 році відбувається суд над Самуїлом Шварцбардом, звинуваченим у вбивстві Симона Петлюри. Через три роки доньку Симона, Лесю, відвідує незнайомець, що передає їй батьковий щоденник, де описано що стало підставою вбивства.
Щоденник починається подіями 1917 року. Володимир Винниченко критикує проголошення УНР, зауважуючи, що проголосити вільну державу не значить убезпечити її від загарбників. Симон доповідає про розміщення більшовицьких загонів у Києві та закликає напасти на них. Однак Винниченко пропонує укласти з ними мир аби переманити частину на бік УНР. Михайло Грушевський розсуджує їх: Винниченко вирушає домогтися свого дипломатією, а Петлюра — силою.
В бою з більшовиками бракує снарядів, проте піша атака за командою Петлюри вдається. Він наказує кинути полонених більшовиків до в'язниці попри можливість стратити. Дружина Симона, Ольга, попереджає, що в нього багато ворогів, але той не зважає. Симон командує обороною проти кінноти, але війська не мають медикаментів, їм не вистачає бійців. Петлюра зустрічається з генералом Антіном Кравсом для організації оборони, що укріплює його позиції.
Настає 1919 рік, Винниченко замислює заарештувати надміру амбітного та непостійного Петра Болбачана, дії котрого загрожують цілісності УНР. Симон застерігає його, що це тільки призведе до бунту серед війська. Натомість він відправляє Болбачана до Італії з дипломатичною місією. Петро дорікає Симонові, що той боїться втратити владу, тому фактично відправляє Болбачана в заслання. Болбачан відмовляється від поїздки, тоді його звинувачують у спробі перевороту і страчують. Солдати починають сумніватися в своїх керівниках.
Юзеф Пілсудський погоджується допомогти УНР в обмін на частину територій. Симон відмовляється, більшовики в 1921 займають Україну, а сам він з родиною емігрує до Франції. Згодом група його бійців перетинає кордон аби відвоювати території. Григорій Котовський організовує контратаку, в якій Петлюра втрачає багато солдатів. Частина полонених переходить на бік Котовського, решту він наказує розстріляти. Ця подія мучить Петлюру, він винить себе в тому, що відправив у бій непідготоване військо.
У 1926 Симон Петлюра вже два роки перебуває в Парижі в еміграції. Він роздумує над докорами в його бік, що зайняв місце лідера, якого був недостойний. Симон робить висновок, що відсутність єдності між українцями стала підставою поразки. Він намагається знайти підтримку серед французьких високопосадовців, які визнали б Україну незалежною. Коли це не вдається, Симон ставить собі мету об'єднати українців за кордоном.
Генеральний консул СРСР Отто Ауссем, аби не допустити цього, задумує знайти у Франції вбивць, що усунуть Петлюру. Агент Михаїл Володін пропонує знайти єврея, що уб'є Петлюру начебто за погроми євреїв в УНР, вчинені генералом Петлюри — Самісенком. Михаїл розшукує Самуїла для вбивства та обіцяє, що його виправдають, а натомість він отримує славу як месник.
Самуїл отримує дзвінок, іде на вбивство та кілька разів вистрелює в Симона на вулиці. Петлюра згодом помирає в лікарні. Адвокат Торес через тюремника залякує Самуїла, щоб той говорив тільки те, що слід для виправдального вироку. На суді той розповідає, що давно планував помсту і вдає з себе божевільного. Підставні свідки кажуть нібито Петлюра сам брав участь у погромах. Справжні свідки заступаються, повідомляючи, що Петлюра особисто був противником погромів. Рабин Гутман переконує паризьких євреїв, що Петлюру оббрехали, але їх ігнорують. Присяжні вирішують, що вбивця діяв виправдано. Суд погоджується з ними та виправдовує Шварцбарда, а також присуджує символічний штраф за відмивання тротуару від крові убитого. Після суду Гутман застерігає Самуїла, що покарання за обман колись наздожене його, коли відкриється правда. Шварцбард тікає від можливої помсти в Південну Африку, але сумління мучить його, Самуїлу ввижається Симон і врешті він помирає від серцевого нападу.

## У ролях
| • Сергій Фролов        | … | Симон Петлюра                            |
| • Ірма Вітовська       | … | Ольга Петлюра, дружина                   |
| • Богдан Бенюк         | … | Михайло Грушевський                      |
| • Євген Нищук          | … | Володимир Винниченко                     |
| • Олег Треповський     | … | Самуїл Шварцбард                         |
| • Сергій Кучеренко     | … | Юзеф Пілсудський                         |
| • Ярослав Мука         | … | генерал Кравс                            |
| • Микола Бутковський   | … | рабин Гутман                             |
| • Роман Ясіновський    | … | Лев Троцький                             |
| • Тарас Жирко          | … | Жан Пелісьє, кінооператор                |
| • Вікторія Янчук       | … | Леся Петлюра, донька Симона Петлюри      |
| • Роман Мацюта         | … | Петро Болбочан                           |
| • Юрій Одинокий        | … | Володін                                  |
| • Станіслав Малганов   | … | голова суду                              |
| • Василь Баша          | … | адвокат Торрес                           |
| • Олесь Задніпровський | … | консул Ауссем                            |
| • Олег Примогенов      | … | месьє Бланш                              |
| • Тетяна Міхіна        | … | дружина Шварцбарда                       |
| • Сергій Ладєсов       | … | посол Раковський                         |
| • Борислав Борисенко   | … | Самісенко                                |
| • Володимир Паляниця   | … | генерал Шаповал                          |
| • Максим Каменков      | … | шпик                                     |
| • Сашко Міщук          | … | шпик                                     |
| • Олександр Шпилюк     | … | свідок Гольдельман                       |
| • Артем Масленніков    | … | Федь Черник                              |
| • Олесь Янчук          | … | прокурор, а також читає текст від автора |
| • Остап Дзядек         | … | Худорлявий з вусами                      |

## Знімальна група
- Сценаристи — Михайло Шаєвич, Олександр Шевченко, Олесь Янчук
- Режисер-постановник — Олесь Янчук
- Продюсер — Олесь Янчук
- Виконавчий продюсер — Олена Бородянець
- Оператор — Михайло Кретов
- Композитори — Володимир Гронський, Роман Вишневський
- Монтаж — Роман Синчук за участю Вероніки Ареф'євої
- Художники-постановники — Олексій Левченко, Ігор Біляк
- Художники-гримери — Тетяна Татаренко, Людмила Сміян
- Звукорежисер — Наталя Домбругова

## Виробництво

### Кошторис
«Таємний щоденник Симона Петлюри» став переможцем восьмого конкурсного відбору Державного агентства України з питань кіно, яке 15 вересня 2016 року уклало контракт з виробником про надання державної фінансової підтримки на виробництво фільму розміром 23,6 млн. грн.. Загальний бюджет стрічки становить майже 48 мільйонів гривень. Частину коштів на виробництво фільму виділив Український конгресовий комітет Америки.

### Фільмування
Олесь Янчук
Михайло Шаєвич, Олександр Шевченко та Олесь Янчук спільно працювали над сценарієм фільму впродовж шести років. Історичним консультантом виступив Володимир Сергійчук.
Фільмування почалося наприкінці лютого 2017 року у Києві. У червні цього ж року окремі епізоди стрічки знімалися у Львові, зокрема в одній із зал апеляційного господарського суду та в Палаці Потоцьких.
Основою фільму є вигаданий сценаристами «щоденник», а не реальні історичні документи та праці Петлюри. Від самого анонсу стрічка зазнала критики з боку реконструкторів. Втім, як визнавали самі автори, зокрема сценарист Шаєвич, метою фільму, знятого за гроші українців, був не історичний фільм, а авторська інтерпретація. «Задум повернути у правильне русло напрямок думок людей, які звикли думати, що Петлюра — розбійник, антисеміт, бандит».

## Реліз
Допрем'єрний показ стрічки вперше відбувся 5 травня 2018 року в рамках історичного фестивалю Історія.UA в Запоріжжі.
В український кінопрокат фільм вийшов 6 вересня 2018 року.

## Нагороди та номінації
| Список нагород та номінацій                | Список нагород та номінацій | Список нагород та номінацій | Список нагород та номінацій | Список нагород та номінацій | Список нагород та номінацій |
| Кінопремія                                 | Дата церемонії              | Категорія                   | Номінант(и)                 | Результат                   | Дж                          |
| ------------------------------------------ | --------------------------- | --------------------------- | --------------------------- | --------------------------- | --------------------------- |
| Національна премія кінокритиків «Кіноколо» | 26.10.2018                  | Найкращий актор             | Сергій Фролов               | Номінація                   | [ 21 ]                      |

## Відгуки кінокритиків
Фільм отримав змішані відгуки від українських кінокритиків.
Ігор Сюндюков у матеріалі для газети «День» написав, що в стрічці Петлюра багато рефлексує, реальний Петлюра був людиною дії, причому часто спонтанної. Грушевський вийшов невиразним, а Винниченко, навпаки, переконливим. Але головна перевага фільму полягає в тому, що «…тут знаходимо пояснення, чому була втрачена державність 100 років тому („копали один під одного, а виявилося — копали під Україну!“). Сьогодні це надзвичайно важливо».
Олег Данилов з ITC.ua охарактеризував фільма так: «На жаль, час від часу „Таємний щоденник Симона Петлюри“ виглядає як театральна постановка, а не як художній фільм. Схоже, майже весь бюджет стрічки пішов на батальні сцени і каскадерів». Також, він відгукнувся, що деякі актори переграють, а сюжетна лінія дочки Петлюри зайва, підсумувавши рецензію висновком «Важливе з історичної і політичної точки зору, але, на жаль, досить слабке кіно».
Андрій Кокотюха написав про фільм: «Навіть начитаний, компетентний дорослий глядач ладен збитися з пантелику. Хоча все це, поза сумнівом, потрібне й варте уваги… Оповідь мала б обірватися після смертельного пострілу в Петлюру на паризькій вулиці. Натомість вона триває ще близько сорока хвилин. Тож детальний показ суду над Шварцбардом, убивцею Петлюри, аж ніяк не може бути на сторінках таємного щоденника». На думку Кокотюхи, такі епізоди, як повстання на «Арсеналі» чи появи Петра Болбочана незрозумілі пересічним глядачам, оскільки ці аспекти української історії маловідомі. «Своєю стрічкою Олесь Янчук зробив крок у цьому важливому напрямку. Лишилося надалі обрати метод, котрий дозволяє вивалювати на голови невтаємничених українців не все відразу, а дозовано, частинами, з поясненням без впадання в дидактизм».
Ігор Грабович з «Детектора медіа» зазначив у рецензії: «…стрічки Янчука, повністю чи частково, фінансувалися українською діаспорою, яка дивилася на Україну зовсім не тими очима, ніж її сучасні мешканці. Для діаспори Україна, ймовірно, видавалася втраченим і водночас дуже бажаним місцем, чиє існування парадоксальним чином можливе тільки в минулому, як спогад… Режисер знову звернувся до контраверсійної постаті в українській історії і знову навіть не намагався зняти біографічного фільму, натомість пропонуючи вінегрет із жанрів».